# Memoirs of the Author of A Vindication of the Rights of Woman
Memoirs of the Author of A Vindication of the Rights of Woman (Memorias de la autora de Una vindicación de los derechos de la mujer) es una obra del escritor y filósofo británico William Godwin publicada en 1798. Se trata de la biografía de su esposa, Mary Wollstonecraft, la autora de Vindicación de los derechos de la mujer (1792).
Godwin pensó que debía editar y publicar las obras no finalizadas de Wollstonecraft después de su muerte. Una semana después del funeral, comenzó el proyecto y una biografía de ella. Para preparar la biografía, releyó todos sus libros, habló con sus amigos y ordenó y numeró toda su correspondencia. Después de cuatro meses de trabajo duro, logró completar los dos proyectos. Según William St Clair, quien ha escrito una biografía de los Godwin y de los Shelley, Wollstonecraft era tan famosa en la época que Godwin no tuvo que mencionar su nombre en el título de la obra.
Publicado en enero de 1798, el resumen de la vida de Wollstonecraft por Godwin está marcado con la pena e, inspirado por Confesiones de Jean-Jacques Rousseau, es inusualmente franco para su tiempo. Godwin no dudó en presentar las partes de la vida de Wollstonecraft que la sociedad británica de finales del siglo XVIII podría considerar como inmoral o de mal gusto, tales como su amistad íntima con una mujer, sus amoríos, su hija ilegítima, sus intentos de suicidio y su muerte agonizante. En el prólogo, Godwin explica:

No puedo evitar dudar con facilidad, que cuanto mejor conozcamos la imagen y la historia de tales personas como el sujeto de la siguiente narración, más identificados nos sentiremos con su destino y más empatía sentiremos por sus logros. No hay muchos individuos con cuyo carácter estén más íntimamente ligadas la asistencia social y la mejora de la sociedad que en la autora de una Vindicación de los Derechos de Mujer.

La franqueza de Godwin no siempre era apreciada por la gente que nombraba o por las hermanas de Wollstonecraft. Everina y Eliza tenían una escuela en Irlanda y perdieron estudiantes como resultado de Memoirs.
Joseph Johnson, el gran amigo de Wollstonecraft y editor del libro, trató de disuadir a Godwin de su decisión de incluir detalles explícitos sobre la vida de Mary, pero éste se negó. Sin embargo, el libro fue muy criticado y Godwin se vio obligado a revisarlo para una segunda edición de agosto del mismo año. Raramente publicado durante el siglo XIX y el XX, Memoirs se considera principalmente como una fuente de información sobre Wollstonecraft. Sin embargo, con el incremento del interés en la biografía y la autobiografía como géneros importantes, los eruditos lo han estudiado por su propio valor.
Claudia Johnson ha escrito que "Memoirs de Godwin apareció virtualmente para celebrar las tendencias suicidas de Wollstonecraft en un contexto supuestamente apropiado para una heroína con una exquisita sensibilidad".
La Anti-Jacobin Review and Magazine ridiculizó el libro, diciendo que "Ya que el libro no muestra lo que debe perseguirse, al menos manifiesta lo que conviene evitar. Ilustra tanto los sentimientos como la conducta resultantes de los principios tales como los de la Sra. Wollstonecroft ["sic"] y el Sr. Godwin. También, en algún grado, explica la formación de tales teorías visionarias y doctrinas perniciosas". La crítica analiza la vida entera de Wollstonecraft y procesa casi todos sus elementos, desde sus esfuerzos para cuidar de Fanny Blood, su amiga, hasta sus escritos. De sus dos Vindicaciones en particular, critica su "extravagancia" y su falta de lógica. Sin embargo, cuando la crítica pasa a analizar su relación con Gilbert Imlay, cae en una difamación rotunda, acusándola de ser una "concubina" y "amante fija" y diciendo: "el biógrafo no menciona muchos de sus amoríos. De todas formas no fue necesario: dos o tres instancias de acción a veces determinan la personalidad de alguien como lo harían mil". Sobre el final, la crítica señala que "los sentimientos morales y la conducta moral de la Sra. Wollstonecroft [sic], resultantes de sus principios y teorías, ejemplifican e ilustran la MORALIDAD JACOBINA" y les advierte a los padres que no debían criar a sus hijos basándose en sus consejos.